# Траск, Кит
Кит Чарльз Траск (англ. Keith Charles Trask; род. 27 ноября 1960, Хейстингс, Хокс-Бей) — новозеландский гребец, выступавший за сборную Новой Зеландии по академической гребле в первой половине 1980-х годов. Чемпион летних Олимпийских игр в Лос-Анджелесе, чемпион мира, победитель и призёр многих регат международного значения.

## Биография
Кит Траск родился 27 ноября 1960 года в городе Хейстингс, Новая Зеландия.
Рассматривался в качестве кандидата на участие в летних Олимпийских играх 1980 года в Москве, где должен был выступать в распашных рулевых четвёрках, однако Новая Зеландия вместе с несколькими другими западными странами бойкотировала эти соревнования по политическим причинам.
Траск не смог пройти отбор в новозеландскую восьмёрку, выигравшую чемпионат мира 1982 года в Люцерне. Сам он отмечал, что был «слишком хорош, чтобы находиться там».
В 1983 году переехал из региона Хокс-Бей в Окленд и стал членом крупного столичного гребного клуба North Shore Rowing Club. Это значительно повысило его шансы на попадание в основной состав новозеландской национальной сборной, и в этом сезоне он успешно выступил на мировом первенстве в Дуйсбурге, одержав победу в зачёте рулевых четвёрок.
Благодаря череде удачных выступлений удостоился права защищать честь страны на Олимпийских играх 1984 года в Лос-Анджелесе. В составе четырёхместного безрульного экипажа, куда также вошли гребцы Шейн О’Брайен, Лес О’Коннелл и Конрад Робертсон, обошёл всех своих соперников в финале и тем самым завоевал золотую олимпийскую медаль.
После лос-анджелесской Олимпиады Траск ещё в течение некоторого времени оставался в составе гребной команды Новой Зеландии и продолжал принимать участие в крупнейших международных регатах. Так, в 1985 году он выступил на чемпионате мира в Хазевинкеле — на сей раз попасть в число призёров не смог, в программе безрульных четвёрок финишировал в финале четвёртым.
Впоследствии работал плотником в Окленде, в 1999 году основал свою собственную строительную компанию Keith Trask Limited.